# Jin Kyung
Jin Kyung (en hangul, 진경; Masan, 27 de marzo de 1972) es una popular actriz surcoreana.

## Carrera
Estudió en la escuela secundaria de lenguas extranjeras de Daewon, en el departamento de español. Luego ingresó en la Universidad de Dongguk, pero la abandonó para entrar en el Departamento de Teatro de la Universidad Nacional de Artes de Corea.
Es miembro de la agencia Starvillage Entertainment.
Jin debutó artísticamente en 1998 y se dedicó durante diez años al teatro, posteriormente se mantuvo activa tanto en el teatro, el cine y la televisión.
Ella ganó el premio a Mejor Actriz de Reparto en los 50.º Baeksang Arts Awards por su interpretación en el thriller Cold Eyes de (2013).
El 6 de enero del 2020 se unió al elenco recurrente de la serie Romantic Doctor, Teacher Kim 2, donde interpretó nuevamente a la jefa de enfermeras Oh Myeong-shim, hasta el final de la serie el 25 de febrero del mismo año. La serie se espera sea estrenada en 2020 y es la secuela de Romantic Doctor, Teacher Kim.
Pocos días después se estrenó la película de suspenso Nido de víboras, donde intervino la actriz con una actuación celebrada por la  crítica. En septiembre del mismo año se unió al elenco de la serie Homemade Love Story (también conocida como "Oh! Samkwang Villa"), donde da vida a Jung Min-jae, hasta ahora.

## Filmografía

### Series de televisión
| Año     | Título                                       | Papel                   | Canal        | Ref.          |
| ------- | -------------------------------------------- | ----------------------- | ------------ | ------------- |
| 2011    | War of the Roses                             | Kim Nan-jung            | SBS          |               |
| 2012    | My Husband Got a Family                      | Min Ji-young            | KBS2         |               |
| 2012    | Phantom                                      | Oh Yeon-sook (invitada) | SBS          |               |
| 2012    | The Innocent Man                             | Hyun Jung-hwa           | KBS2         |               |
| 2012    | Cheer Up, Mr. Kim!                           | Cho Jae-nam             | KBS1         |               |
| 2013    | Gu Family Book                               | Yeo-joo                 | MBC          |               |
| 2013    | The Queen's Classroom                        | Jung Hwa-shin           | MBC          |               |
| 2013    | Good Doctor                                  | Nam Joo-yeon            | KBS2         |               |
| 2013    | Basketball                                   | Mujer de Bamsil         | tvN          |               |
| 2013    | Drama especial "Outlasting Happiness"        | Jin-kyung               | KBS2         |               |
| 2014    | Wonderful Days                               | Cha Hae-joo             | KBS2         |               |
| 2014    | It's Okay, That's Love                       | Lee Young-jin           | SBS          |               |
| 2014    | Tears of Heaven                              | Madre Adoptiva (cameo)  | MBN          |               |
| 2014    | Drama especial "The Girl Who Became a Photo" | Seo Ji-eun              | KBS2         |               |
| 2014    | Pinocchio                                    | Song Cha-ok             | SBS          |               |
| 2015    | Blood                                        | Choi Kyung-in           | KBS2         |               |
| 2015    | The Time We Were Not in Love                 | Choi Mi-hyang           | SBS          |               |
| 2015    | Oh My Venus                                  | Choi Hye-ran            | KBS2         |               |
| 2016    | Uncontrollably Fond                          | Shin Young-ok           | KBS2         |               |
| 2016    | Neighborhood Hero                            | Sun-young               | OCN          |               |
| 2016    | Woman with a Suitcase                        | Koo Ji-hyun             | MBC          |               |
| 2016    | Romantic Doctor Kim 2                        | Enfra. Oh Myung-shim    | SBS          |               |
| 2017    | Untouchable                                  | Jung Yoon-mi            | JTBC         |               |
| 2018    | My Only One                                  | Na Hong-joo             | KBS2         |               |
| 2020    | Romantic Doctor, Teacher Kim 2               | Enfra. Oh Myung-shim    | SBS          |               |
| 2020-21 | Homemade Love Story                          | Jung Min-jae            | KBS2         | [ 14 ]        |
| 2021    | L.U.C.A.: The Beginning                      | Hwang Jung-ah           | tvN          |               |
| 2021    | Melancholia                                  | Noh Jung-ah             | tvN          | [ 15 ]        |
| 2022    | Woo, una abogada extraordinaria              | Tae Soo-mi              | ENA, Netflix | [ 16 ]        |
| 2022    | Amor por contrato                            | Yoo Mi-ho               | tvN          | [ 17 ] [ 18 ] |
| 2023    | Queenmaker                                   | Seo Min-jung            | Netflix      | [ 19 ]        |
| 2023    | My Lovely Liar                               | Cha Hyang-sook          | tvN          | [ 20 ]        |
| 2023-24 | The Story of Park's Marriage Contract        | Min Hye-sook            | MBC          | [ 21 ] [ 22 ] |

### Películas
| Año  | Título                                                      | Papel                       | Ref.                 |
| ---- | ----------------------------------------------------------- | --------------------------- | -------------------- |
| 2000 | Sugar Hill (película corta)                                 |                             |                      |
| 2000 | Virgin Stripped Bare by Her Bachelors                       |                             |                      |
| 2001 | I Wish I Had a Wife                                         |                             |                      |
| 2001 | Go West (película corta)                                    |                             |                      |
| 2001 | Paradise Villa                                              | mujer con agua purificadora |                      |
| 2004 | Too Beautiful to Lie                                        | Joo Young-ok                |                      |
| 2004 | A Smile                                                     | escritora Ahn               |                      |
| 2004 | My Little Bride                                             |                             |                      |
| 2005 | The Bayer Piano Lesson for Children Vol. 1 (película corta) | Profesora de Piano          |                      |
| 2006 | Forbidden Quest                                             | esposa de Yoon-seo          |                      |
| 2006 | Love Phobia                                                 | Profesora                   |                      |
| 2008 | The Room Nearby                                             | Profesora Park              |                      |
| 2009 | The Case of Itaewon Homicide                                | Esposa del fiscal Park      |                      |
| 2009 | Fly, Penguin                                                | Kwon Soo-min                |                      |
| 2009 | Where Are You Going?                                        | Profesora                   |                      |
| 2010 | Happy Killers                                               | Mi-young                    |                      |
| 2011 | Glove                                                       | maestra                     |                      |
| 2011 | Hanji                                                       |                             |                      |
| 2011 | Head                                                        | Enfermera                   |                      |
| 2011 | A Reason to Live                                            |                             |                      |
| 2012 | Unbowed                                                     | Esposa de Park Jun          |                      |
| 2012 | Hoya (Eighteen, Nineteen)                                   | maestra (cameo)             |                      |
| 2012 | Miss Conspirator                                            | Miss Go (cameo)             |                      |
| 2013 | My Paparotti                                                | Mi-sun                      |                      |
| 2013 | Cold Eyes                                                   | Jefa de Departamento Lee    |                      |
| 2014 | Slow Video                                                  | señora Shim                 |                      |
| 2015 | Perfect Proposal                                            | Hye-jin                     |                      |
| 2015 | Por encima de la ley                                        | Joo-yeon                    | [ 23 ]               |
| 2015 | Assassination                                               | Ahn Seong-sim               |                      |
| 2015 | You Call It Passion                                         | CEO Jang                    |                      |
| 2016 | Master                                                      | Kim Mi-yong                 |                      |
| 2016 | The Great Actor                                             | Ji-young                    |                      |
| 2018 | The Witness                                                 | Soo Jin                     |                      |
| 2019 | Sun-Kissed Family                                           | Yoo-mi                      | [ 24 ]               |
| 2020 | Nido de víboras                                             | Young-sun                   | [ 12 ] [ 25 ]        |
| 2022 | Black Call (Hard Hit)                                       | Ban                         | [ 26 ]               |
| 2022 | Yaksha: operaciones despiadadas                             | Yeom Jeong-won              | [ 27 ]               |
| 2022 | The Boys                                                    | Yoon Mi-sook                | [ 28 ] [ 29 ] [ 30 ] |
| 2024 | I, the Executioner                                          | Lee Joo-yeon                | [ 31 ]               |

## Premios y nominaciones
| Año  | Premio               | Categoría                            | Trabajo                        | Resultado | Ref.          |
| ---- | -------------------- | ------------------------------------ | ------------------------------ | --------- | ------------- |
| 2018 | Premios KBS Drama    | Mejor pareja (junto a Choi Soo Jong) | My Only One                    | Ganador   | [ 32 ]        |
| 2020 | 28th SBS Drama Award | Mejor actriz de reparto              | Romantic Doctor, Teacher Kim 2 | Ganador   | [ 33 ] [ 34 ] |